# 유사전쟁
유사전쟁(Quasi-War, 1798년-1800년)은 1798년부터 1800년에 걸쳐 미국과 프랑스 총재정부 사이에서 선전포고 행위없이 해상에서 산발적으로 벌어진 양국 해군간에 전쟁을 말한다. 미국에서는 ‘프랑스와 선전포고 없는 전쟁’(Undeclared War with France), ‘해적전쟁’(The Pirate Wars) 또는 ‘절반전쟁’(the Half-War) 등으로 불린다.
1793년에 1차 대불동맹 전쟁이 벌어지자 입장이 난처해진 미국이 중립을 선언하면서 미영간 관계가 악화되었다. 영국은 프랑스령 서인도 제도를 해상봉쇄하여 프랑스의 전쟁물자 조달을 방해했다. 1778년에 미국과 프랑스간에 체결된 통상동맹조약에 따라 미국에게는 프랑스의 식민지에 대한 외국군대의 공격에 대해서 공동방위에 나설 의무가 있었다. 그러나 미국은 신생 독립국으로 아직 국가의 기초가 확고하지 않았고 군사력도 약한 상태에서 유럽의 분쟁에 휘말리고 싶지 않았기 때문에 중립을 선언했다.
그러나 영국으로서는 미국이 중립적 지위를 이용하여 프랑스와 교역을 할 경우 해상 봉쇄망에 빈틈이 생기는 만큼 이를 용납할 수 없었다. 영국은 미국을 자극하여 미국과 프랑스간에 동맹 관계를 분쇄하기 위해서 미국 상선 수백척을 나포 해버렸다. 전쟁을 원치 않았던 미국은 1794년에 다소 굴욕적인 '제이 조약'을 체결하여 영국과의 관계를 개선하였다. 그러자 동맹에게 배신당한 프랑스는 외교적인 보복을 가했다.
프랑스는 신임 대사의 부임을 인정하지 않았으며 관계개선을 위해 미국이 파견한 대표단에게 1778년에 체결한 조약의 폐기를 전제로 막대한 금액의 차관과 뇌물을 요구하였다. 이것이 일명 'XYZ사건'으로 비화되면서 양국은 준 전시 상황으로 치달았다. 선전포고 행위가 없는 상태에서 양국의 해군은 해상에서 산발적으로 충돌하였으며, 상대국의 상선을 포획하기도 하였다. 미국이 영국과 협력하며 해상에서 우위를 점하자 나폴레옹은 미국과의 관계개선을 꾀했다. 1800년에 미불 양국은 지난 1778년에 체결한 조약을 파기하고 새로운 몰트퐁텐 조약(Treaty of Mortefontaine)을 체결하며 미국과 프랑스 간에 전쟁은 종결되었다.

## 배경

### 미불 관계 악화
프랑스 혁명 이전의 프랑스 왕국은 미국 독립 전쟁 때 미국의 주요 동맹국이었지만, 프랑스 혁명으로 탄생한 새로운 프랑스 제1공화국 정부는 1794년에 미국과 영국 사이에 합의된 〈제이 조약〉을 1778년 프랑스가 미국과 맺은 동맹 조약에 대한 위반으로 간주했다. 〈제이 조약〉은 미국 독립 전쟁 종전 이후 미국과 영국 사이의 현안 중 일부를 해결했지만, 경제 조항도 포함하고 있었으며, 그것은 프랑스와 영국 간의 분쟁에서 미국이 이미 중립을 선언한 것이라고 간주하였다. 미국 의회가 프랑스의 적인 영국과의 무역을 인정한 것도 프랑스를 화나게 했다. 또한 미국 측이 미국 독립 전쟁 때 제공받은 차관은 프랑스 왕국에게 받은 것으로 프랑스 제1공화국 정부에 상환을 중지한 것은 프랑스의 분노에 기름을 끼얹는 처사나 마찬가지였다.

### 프랑스의 무력 보복
프랑스는 적국 영국과 무역을 하는 미국 상선을 나포하기 시작했고, 또한 1796년 12월에는 신임 주프랑스 미국 대사 찰스 핑크니가 파리에 부임하는 것을 거부했다. 존 애덤스 대통령이 1797년 연말에 의회에 제출한 연간 교서에서 프랑스가 협상을 거부한 것을 보고 ‘우리가 적절한 방위 체제로 대비’ 할 필요성에 대해 언급하고 있다. 1798년 4월 애덤스 대통령은 의회에 XYZ 사건에 대해 알렸다. 이것은 프랑스의 대리인이 미국과의 협상을 원만히 하기 위해 거액의 뇌물을 요구한 사건이었다.
프랑스는 미국의 상선에 대해 막대한 피해를 끼쳤다. 1797년 6월 21일, 국무부장관 티모시 피커링이 의회에 보고한 것을 보면 프랑스가 지난 11개월 동안 미국 상선 316척을 나포한 것으로 되어 있었다. 프랑스 무법선이 미국의 대서양 연안 전체를 사실상 저항없이 항해하고 있었으므로, 이 적대 행위로 인해 미국 상선의 보험료율은 500% 이상 상승하게 되었다. 1798년 7월 7일 의회가 프랑스와의 조약을 파기했을 때는 이미 유사전쟁이 비공식적으로 전쟁이 시작되었다고 여겨진다. 7월 7일 법이 통과된 이틀 후 의회는 프랑스 선박에 대한 공격을 승인했다.

## 해전
미국 해군은 25척의 전함으로 작전을 했다. 이들은 프랑스의 사략선을 찾아서 미국의 남부 해안과 카리브해를 순항했다. 토머스 트럭스턴 선장의 고된 훈련은 프리깃 ‘컨스텔레이션 호’(USS Constellation)가 ‘린쉬르젠떼 호’(L' Insurgente)를 나포함으로써 보상을 받았고, 〈라 방장스 호〉(La Vengeance)도 심하게 파손시켰다. 프랑스 사략선원들은 1798년 7월 7일 뉴저지주 에그 항의 외곽에서 델라웨어 호(USS Delaware)에게 나포된 ‘라 크로야블레 호’가 그랬던 정도의 저항을 했다. ‘엔터프라이즈 호’(USS Enterprise)는 8척의 사략선을 나포하고, 나포된 미국 상선 11척을 풀어주었다. ‘익스페리먼트 호’(USS Experiment)는 프랑스 사략선 ‘듀자미 호’(Deux Amis)와 ‘디안느 호’(Diane)를 붙잡았다. 많은 미국 상선이 엑스페리먼트 호 덕분에 풀려날 수 있었다. ‘보스턴 호’(USS Boston)는 ‘르 베르소 호’(Le Berceau)를 항복시켰다. 실리어스 탤벗은 1800년 5월 11일에 프랑스와 동맹을 맺은 스페인이 소유하고 있던 산토 도밍고의 푸에르토 플라타 항구에 원정을 계획했고, 아이작 헐 중위가 지휘하는 컨스티튜션 호(USS Constitution)의 수병과 해병이 프랑스의 사략선 ‘산위치 호’(Sandwich)를 항구에서 나포하고, 스페인의 요새에 있던 대포를 무력화시켰다.
오직 ‘리탈리에이션 호’(USS Retaliation) 한 척의 배만 프랑스 군에 잡혔으며, 그마저도 이후 재탈환을 하게 된다. 리탈리에이션 호를 나포한 사략선은 ‘라 쿠로이야블 호’(La Croyable)로 최근에 미국 해군으로부터 구매한 것이었다. 리탈리에이션은 요함 ‘몬티주마 호’(USS Montezuma)와 ‘노퍽 호’(USS Norfolk)와 함께 1798년 10월 28일에 포크를 출항하여, 서인도 제도를 순항하면서 미국의 상선을 보호하고 있었다. 11월 20일, 프랑스 프리깃, ‘린쉬르장떼 호’와 ‘발롱테르 호’(Volontaire)가 추적 중에 요함과 떨어져 버린 리탤리에이션 호를 나포했다. 리탈리에이션 호는 대포 수가 훨씬 더 적은 스쿠너였기 때문에, 그것을 지휘하고 있던 윌리엄 베인브리지 대위는 항복할 수밖에 없었다. 다른 2척의 미국 군함은 프랑스 프리깃에 비해 훨씬 강력하다고 베인브리지가 프랑스 선임 함장에게 추적을 포기하도록 유도하기 때문에, 몬티즈마와 포크는 추적을 벗어날 수 있었다. 프랑스가 나포한 배를 ‘마지시엔느 호’(Magicienne)로 개명한 이후, 그 스쿠너는 6월 28일, ‘메리맥 호’(USS Merrimack)가 위협하여 다시 깃발을 내리고 미국의 손으로 재차 넘어 왔다.
미국 해안경비대의 전신인 밀수감시대도 이 충돌에 참여를 했다. 에드워드 프레블이 지휘하는 밀수감시대의 커터선 '피커링 호'(USRC Pickrering)는 서인도 제도를 두 번 순항하여 10차례 포획을 했다. 프레블은 피커링 호의 지휘를 벤저민 힐러에게 넘기고 그는 더 크고, 더 중무장을 갖춘 프랑스 사략선 레집떼 콩퀴제 호를 9시간의 전투 이후에 나포했다. 1800년 9월, 피커링 호의 힐러와 선원 모두 폭풍우 속에서 바다에 침몰되어 실종되었다. 프레블은 동인도의 미국 상선을 보호하기 위해 프리깃 에식스 호를 지휘하여 혼곶을 돌아 태평양으로 항행을 나섰다. 그는 프랑스 사략선에게 잡힌 여러 척의 배를 다시 나포했다.
미국 해군의 손실은 경미했지만, 프랑스는 1800년 말까지 많은 미국 상선(일부 자료에 의하면 2,000 이상)을 나포하는데 성공을 거두었다.
영국 해군과 미국 해군은 동일한 적과 싸웠지만, 작전을 협력하지도 않았고, 작전 계획을 공유하지도 않았으며, 군대의 배치에 대한 상호 이해도 이뤄지지 않았다. 영국은 미국 정부에게 해군 소지품이나 탄환을 팔지 않았다. 게다가 두 해군은 바다에서 다른 편 전선을 인식할 수 있는 신호체계를 공유하거나, 각 나라의 해군 군상들에게 서로의 특사에 동행하도록 허용했다.

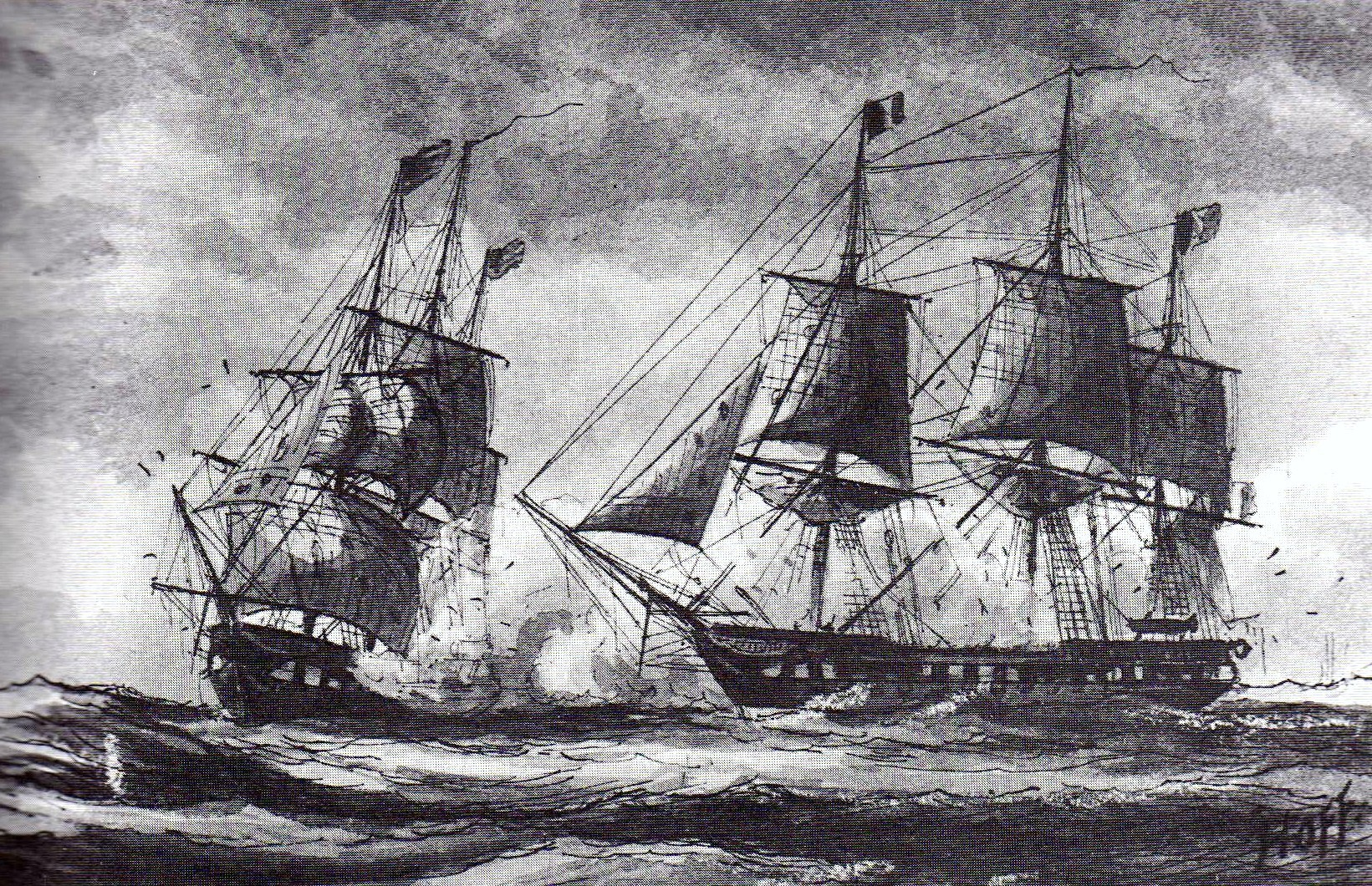
컨스텔레이션과 린수르젠트의 교전 (윌리엄 베인브리지 호프)
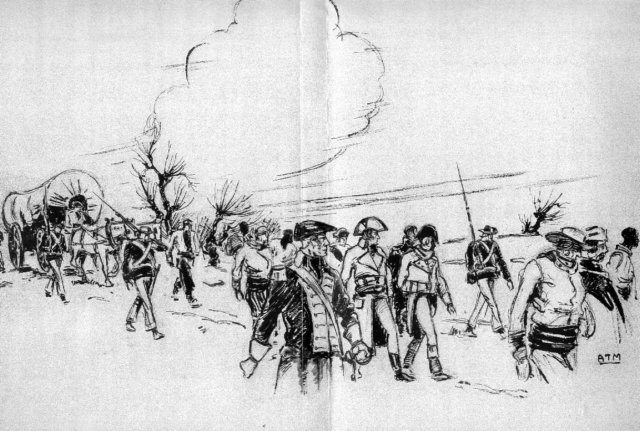
프랑스 죄수들을 호위하는 미국 해군, 20세기 삽화

## 종전 협약
미국이 영국과 협력하며 해상에서 우위를 점하자 나폴레옹은 미국과의 관계개선을 꾀했다. 1800년 9월에 미불 양국은 지난 1778년에 체결한 조약을 파기하고 새로운 몰트퐁텐 조약(Treaty of Mortefontaine)을 체결하고 사태를 원만하게 마무리 지었다.

## 같이 보기
- XYZ 사건